# Ceasul s-a oprit la miezul nopții
Ceasul s-a oprit la miezul nopții (titlul original: în rusă Часы остановились в полночь, transliterat: Ceasî ostonovilis v polnoci) este un film dramatic sovietic (R.S.S. Belarusă), realizat în 1959 de regizorul Nikolai Figurovski, protagoniști fiind actorii Margarita Gladunko, Evghenia Kozîreva, Pavel Pecur și Dmitri Orlov.

## Rezumat
Intriga filmului se bazează pe adevăratele evenimente care au avut loc în Minskul ocupat de trupele germane: în special, operațiunea partizanilor condusă de Elena Mazanik de a elimina comisarul districtului general al Belarusiei (Generalkommissariat Weissruthenien) al Reichskommissariatului Ostland, Wilhelm Kube.

## Distribuție
- Margarita Gladunko – Marina Kazanici
- Evghenia Kozîreva – Ganna Ciornaia
- Pavel Pecur – Pavel Verhovodka
- Dmitri Orlov – Wilhelm von Kaunitz
- Zinaida Brovarskaia – soția lui Kaunitz
- Nikolai Svobodin – Afanasi Deev
- Lidia Rjețkaia – Varvara Ivanovna
- Stefania Staniuta – învăătoarea
- Vladimir Kudrevici – Iakovenko
- Iuri Bogoliubov – Nikolai Deev
- Zdislav Stomma – Nikonov
- Leonid Rahlenko – Gottberg
- Anatoli Adoskin – Buschmann
- Evgheni Karnauhov – Ridel
- Tamara Trușina – medicul neamț

## Lansare
A fost lansat în anul 1959 și a avut parte de mare succes comercial, fiind vizionat de 34,8 milioane de spectatori în cinematografele din Uniunea Sovietică.
În România premiera filmului a avut loc la data de 8 ianuarie 1960 la cinematografele „Republica” din capitală.